# مورهد (میسیسیپی)
مورهد (به انگلیسی: Moorhead) شهری در ایالت میسیسیپی کشور ایالات متحده آمریکا است که جمعیت آن در سرشماری سال ۲۰۱۰ میلادی، ۲٬۴۰۵
نفر بوده‌است.